# Motstånd (film)
Motstånd är en krigsfilm regisserad av Edward Zwick. I huvudrollerna ses Daniel Craig, Liev Schreiber, Jamie Bell, Mia Wasikowska, Alexa Davalos och George MacKay. Filmen hade premiär den 31 december 2008. Sverigepremiären var 24 april 2009.

## Handling
De tre judiska bröderna Tuvia Bielski (Daniel Craig), Zus Bielski (Liev Schreiber) och Asael Bielski (Jamie Bell) lyckas rymma från Förintelsen och gömmer sig sedan i skogarna. Väl där ansluter de sig till Röda armén.